# Billboardlistans förstaplaceringar 1968
Billboardlistans förstaplaceringar 1968

## Lista
| Datum        | Låt                                | Artist                         |
| 6 januari    | "Hello, Goodbye"                   | The Beatles                    |
| 13 januari   | "Hello, Goodbye"                   | The Beatles                    |
| 20 januari   | "Judy in Disguise (With Glasses)"  | John Fred and his Playboy Band |
| 27 januari   | "Judy in Disguise (With Glasses)"  | John Fred and his Playboy Band |
| 3 februari   | "Green Tambourine"                 | The Lemon Pipers               |
| 10 februari  | "Love Is Blue"                     | Paul Mauriat                   |
| 17 februari  | "Love Is Blue"                     | Paul Mauriat                   |
| 24 februari  | "Love Is Blue"                     | Paul Mauriat                   |
| 2 mars       | "Love Is Blue"                     | Paul Mauriat                   |
| 9 mars       | "Love Is Blue"                     | Paul Mauriat                   |
| 16 mars      | "(Sittin' On) The Dock of the Bay" | Otis Redding                   |
| 23 mars      | "(Sittin' On) The Dock of the Bay" | Otis Redding                   |
| 30 mars      | "(Sittin' On) The Dock of the Bay" | Otis Redding                   |
| 6 april      | "(Sittin' On) The Dock of the Bay" | Otis Redding                   |
| 13 april     | "Honey"                            | Bobby Goldsboro                |
| 20 april     | "Honey"                            | Bobby Goldsboro                |
| 27 april     | "Honey"                            | Bobby Goldsboro                |
| 4 maj        | "Honey"                            | Bobby Goldsboro                |
| 11 maj       | "Honey"                            | Bobby Goldsboro                |
| 18 maj       | "Tighten Up"                       | Archie Bell & the Drells       |
| 25 maj       | "Tighten Up"                       | Archie Bell & the Drells       |
| 1 juni       | "Mrs. Robinson"                    | Simon & Garfunkel              |
| 8 juni       | "Mrs. Robinson"                    | Simon & Garfunkel              |
| 15 juni      | "Mrs. Robinson"                    | Simon & Garfunkel              |
| 22 juni      | "This Guy's in Love with You"      | Herb Alpert                    |
| 29 juni      | "This Guy's in Love with You"      | Herb Alpert                    |
| 6 juli       | "This Guy's in Love with You"      | Herb Alpert                    |
| 13 juli      | "This Guy's in Love with You"      | Herb Alpert                    |
| 20 juli      | "Grazing in the Grass"             | Hugh Masekela                  |
| 27 juli      | "Grazing in the Grass"             | Hugh Masekela                  |
| 3 augusti    | "Hello, I Love You"                | The Doors                      |
| 10 augusti   | "Hello, I Love You"                | The Doors                      |
| 17 augusti   | "People Got to Be Free"            | The Rascals                    |
| 24 augusti   | "People Got to Be Free"            | The Rascals                    |
| 31 augusti   | "People Got to Be Free"            | The Rascals                    |
| 7 september  | "People Got to Be Free"            | The Rascals                    |
| 14 september | "People Got to Be Free"            | The Rascals                    |
| 21 september | "Harper Valley PTA"                | Jeannie C. Riley               |
| 28 september | "Hey Jude"                         | The Beatles                    |
| 5 oktober    | "Hey Jude"                         | The Beatles                    |
| 12 oktober   | "Hey Jude"                         | The Beatles                    |
| 19 oktober   | "Hey Jude"                         | The Beatles                    |
| 26 oktober   | "Hey Jude"                         | The Beatles                    |
| 2 november   | "Hey Jude"                         | The Beatles                    |
| 9 november   | "Hey Jude"                         | The Beatles                    |
| 16 november  | "Hey Jude"                         | The Beatles                    |
| 23 november  | "Hey Jude"                         | The Beatles                    |
| 30 november  | "Love Child"                       | Diana Ross & the Supremes      |
| 7 december   | "Love Child"                       | Diana Ross & the Supremes      |
| 14 december  | "I Heard It Through the Grapevine" | Marvin Gaye                    |
| 21 december  | "I Heard It Through the Grapevine" | Marvin Gaye                    |
| 28 december  | "I Heard It Through the Grapevine" | Marvin Gaye                    |